# Wydział Biologii i Biotechnologii Uniwersytetu Warmińsko-Mazurskiego
Wydział Biologii i Biotechnologii Uniwersytetu Warmińsko-Mazurskiego – jeden z 15 wydziałów Uniwersytetu Warmińsko-Mazurskiego w Olsztynie.

## Historia Wydziału
Tradycja kształcenia i badań z zakresu nauk przyrodniczych sięga roku 1950, kiedy to wraz z powstaniem w Olsztynie pierwszej uczelni wyższej - Wyższej Szkoły Rolniczej, na Wydziale Rolnym zostały powołane Katedry: Botaniki oraz Fizjologii Roślin, a na Wydziale Zootechnicznym Katedry: Zoologii oraz Katedra Fizjologii Zwierząt Domowych. Z kolei w 1966 r. powołany został przez Ministerstwo Szkolnictwa Wyższego Instytut Biologii Stosowanej, który nie miał własnej bazy lokalowej, ani nie prowadził badań własnych, gdyż kadra tworząca Radę Naukową Instytutu wywodziła się z kilku Wydziałów ówczesnej WSR: Rolniczego, Zootechnicznego, Weterynaryjnego, Mleczarskiego i Rybackiego, gdzie prowadziła działalność naukowo-dydaktyczną. Z chwilą powołania Instytut uzyskał uprawnienia do nadawania stopni naukowych doktora i doktora habilitowanego nauk przyrodniczych. 1 października 1972 r. Wyższa Szkoła Rolnicza przekształcona została w Akademię Rolniczo-Techniczną, w której strukturze Instytut Biologii Stosowanej funkcjonował do 1978 roku.
Natomiast 19 czerwca 1969 roku powstała kolejna szkoła wyżasza w Olsztynie - Wyższa Szkoła Nauczycielska, na której powołany został Wydział Matematyczno-Przyrodniczy. 20 sierpnia 1974 r. uczelnia ta została przemianowana na Wyższą Szkołę Pedagogiczną, a na Wydziale Matematyczno-Przyrodniczym w 1977 r. powołano Instytut Biologii i Ochrony Środowiska, w którym kształcono głównie biologów o specjalności nauczycielskiej.
1 października 1995 roku w Akademii Rolniczo-Technicznej został uruchomiony międzywydziałowy kierunek Biotechnologia. Czas pokazał, że w środowisku istniała potrzeba powstania Wydziału Biologii z pełnymi uprawnieniami akademickimi o szerokim profilu dydaktyczno-naukowym. W 1996 roku rozpoczęto dyskusję nad utworzeniem Wydziału Biologii poprzez koncentrację kadry zatrudnionej w 4 jednostkach podstawowych nauk biologicznych Akademii Rolniczo-Technicznej, tj.: w Instytucie Fizjologii Zwierząt Wydziału Zootechnicznego, Katedrze Zoologii Wydziału Ochrony Wód i Rybactwa Śródlądowego, Katedrze Fizjologii i Biochemii Roślin oraz Katedrze Botaniki i Ochrony Przyrody Wydziału Rolnictwa i Kształtowania Środowiska.
1 września 1997 roku to oficjalna data powołania Wydziału Biologii z dwoma kierunkami kształcenia: Biologia i Biotechnologia. Jako osobna jednostka Wydział 31 maja 1999 r. uzyskał uprawnienia do nadawania stopnia doktora nauk biologicznych. W drugiej połowie lat 90. trwała dyskusja o powołaniu Uniwersytetu w Olsztynie z funkcjonujących trzech szkół wyższych: Akademii Rolniczo-Tecznicznej, Wyższej Szkoły Pedagogicznej oraz Warmińskiego Instytutu Teologicznego. W maju 1999 roku uzgodniono, że w dniu powołania Uniwersytetu Warmińsko-Mazurskiego nastąpi również połączenie Wydziału Biologii ART z Instytutem Biologii i Ochrony Środowiska WSP w Wydział Biologii UWM, składający się z 11 katedr i 1 zakładu. 25 czerwca 2001 roku Wydział nabył uprawnienia do nadawania stopnia naukowego doktora habilitowanego nauk biologicznych. 1 października 2002 (z jednoroczną przerwą) rozpoczęto kształcenie na trzecim kierunku Pielęgniarstwo, który 1 października 2007 roku został przeniesiony na Wydział Nauk Medycznych. Z kolei 1 stycznia 2012 r. na wniosek rady wydziału Wydział otrzymał nową nazwę Wydział Biologii i Biotechnologii, która w pełni odzwierciedla prowadzone badania naukowe w tej jednostce. W 2013 roku powołano nowy kierunek studiów - Mikroiologię. 23 lutego 2015 roku Wydział uzyskał uprawnienia do nadawania stopnia doktora w drugiej dyscyplinie naukowej - biotechnologii.
Wydział Biologii posiada uprawnienia do nadawania stopni naukowych doktora habilitowanego i doktora w dziedzinie nauk biologicznych w dyscyplinie biologia oraz stopnia naukowego doktora w dyscyplinie biotechnologia. W tym też zakresie realizuje studia doktoranckie.

## Władze Wydziału
W kadencji 2024–2028:
| Stanowisko                            | Imię i nazwisko              |
| ------------------------------------- | ---------------------------- |
| Dziekan                               | prof. dr hab. Iwona Bogacka  |
| Prodziekan ds. studenckich i promocji | dr hab. Dorota Juchno        |
| Prodziekan ds. kształcenia i rozwoju  | dr hab. Małgorzata Dmitryjuk |

## Opis kierunków
Na kierunku Biologia student zdobywa wiedzę z dyscyplin biologicznych oraz poznaje i rozumie prawa przyrody oraz zależności między elementami środowiska, funkcjach fizjologiczno-biochemicznych organizmów żywych. Planuje i wykonuje badania terenowe dotyczące identyfikacji roślin i zwierząt oraz zadań związanych z ochroną środowiska i ochroną przyrody. Prowadzone są studia stacjonarne:
- studia pierwszego stopnia – licencjackie (6 sem.), sp. biologia ogólna, zarządzanie zasobami przyrody
- studia drugiego stopnia – magisterskie (4 sem.), sp. biologia środowiskowa, biologia molekularna

oraz studia niestacjonarne:
- studia drugiego stopnia - magisterskie (4 sem.), sp. biologia środowiskowa

Na kierunku Biotechnologia student zdobywa wiedzę z zakresu metod biologii molekularnej oraz procesów technologicznych. Jest przygotowywany do pracy w zakresie prowadzenia i nadzoru procesów biotechnologicznych w przemyśle, ochronie środowiska i ochronie zdrowia. Zdobywa wiedzę umożliwiającą podejmowanie zadań technicznych i organizacyjnych oraz pracy w laboratoriach kontrolnych i diagnostycznych oraz w firmach biotechnologicznych. Na tym kierunku prowadzone są studia stacjonarne:
- studia pierwszego stopnia – licencjackie (6 sem.), sp. biotechnologia
- studia drugiego stopnia – magisterskie (4 sem.), sp. biotechnologia przemysłowa, biotechnologia w medycynie weterynaryjnej, biotechnologia roślin, biotechnologia zwierząt, biotechnologia środowiskowa

Na kierunku Mikrobiologia prowadzone są studia stacjonarne:
- studia pierwszego stopnia – licencjackie (6 sem.), sp. mikrobiologia

## Struktura organizacyjna
| Jednostka                                            | Kierownik                          |
| ---------------------------------------------------- | ---------------------------------- |
| Katedra Anatomii i Fizjologii Zwierząt               | prof. dr hab. Iwona Bogacka        |
| Katedra Biochemii                                    | dr hab. Beata Jarmołowska          |
| Katedra Botaniki i Ochrony Przyrody                  | prof. dr hab. Jakub Sawicki        |
| Katedra Fizjologii, Genetyki i Biotechnologii Roślin | prof. dr hab. Lesław Lahuta        |
| Katedra Ekologii i Ochrony Środowiska                | dr hab. Jacek Józef Nowakowski     |
| Katedra Mikrobiologii i Mykologii                    | prof. dr hab. Aleksander Świątecki |
| Katedra Zoologii                                     | prof. dr hab. inż. Alicja Boroń    |
| Laboratorium Diagnostyki Molekularnej                | prof. dr hab. Renata Ciereszko     |

## Studenckie Koła Naukowe
Na Wydziale Biologii i Biotechnologii funkcjonuje wiele kół naukowych pozwalających studentom rozwijać swoje zainteresowania:
- Koło Naukowe Botaników
- Koło Naukowe
- Entomologów KORTOPTERA
- Naukowe Koło Zoologów
- Studencko-Doktoranckie Koło Naukowe Ekologów UWM
- Naukowe Koło Biotechnologów
- Naukowe Koło Ornitologów
- Naukowe Koło Genetyków GENIUS
- Koło Naukowe Biologii Komórki
- Koło Naukowe Mikrobiologów
- Międzynarodowe Koło Naukowe Biochemii Medycznej